# 镇城村遗址
镇城村遗址是位于山西省太原市尖草坪區的一個新石器时代遗址，距今有5500多年，遗址共出土仰韶时期灰坑98座、陶窑11座，及大量陶器残片、石器器具、骨器、兽骨。陶器残片主要为红粘土和混砂灰粘土，仅发现一件白陶。改制灰泥碗、灰泥罐、白陶台，多为慢轮精整，三角纹、方格纹、刻线纹，这是考古人员确定时代、断定该遗址为仰韶文化中晚期遗迹的重要依据。